# Röd djungelhöna

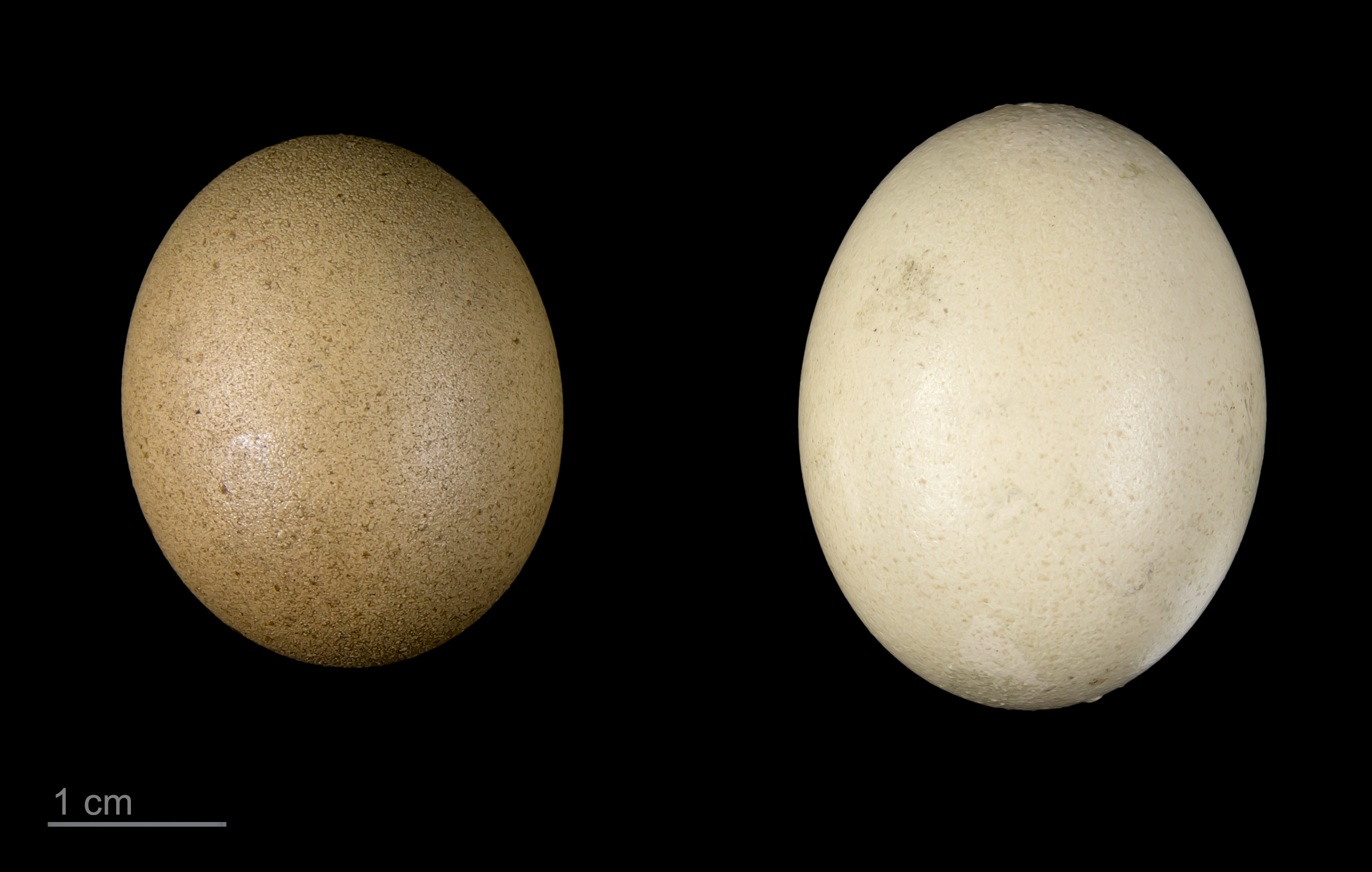
Ägg från arten.

Röd djungelhöna (Gallus gallus) är en art av fasanfåglar från vilken tamhönsen härstammar. Ett äldre namn på fågeln är bankiva-höna.

## Kännetecken
Arten uppvisar kraftig könsdimorfism. Tuppen har en tydlig röd kam på hjässan och är rödgul över stjärtroten och även från huvudet ned på de långa, nedhängande fjädrarna i nacken. Dess svarta vingar täcks av kastanjebruna och grönglänsande fjädrar. Stjärten och bröstet skimrar i grönsvart. Hönan är mindre och har på huvudet endast antydan till kammar. På huvudet och nacken är hon rödgul och långspräcklig av svart. Ryggen är rödbrun och baksidan brunröd med gula strimmor.

## Utbredning och levnadssätt
Den röda djungelhönan lever i de täta skogarna från Indien till Java. Fågeln är ganska talrik i sitt utbredningsområde men svår att observera. De är skygga och gömmer sig i ogenomträngliga skogsmarkerna. Deras levnadssätt överensstämmer annars med tamhönsens. I juni och juli lägger hönan åtta till tolv ägg i ett enkelt rede. En höna väger ca 0,7 - 1,0 kg, tuppen något mer. IUCN kategoriserar den som livskraftig.

### Underarter
Röd djungelhöna delas in i fem underarter med följande utbredning:
- Gallus gallus murghi – norra Indien samt närliggande Nepal och Bangladesh
- Gallus gallus spadiceus – Myanmar till sydvästra Yunnan, Malackahalvön och norra Sumatra
- Gallus gallus jabouillei – norra Vietnam till södra Kina (sydöstra Yunnan, Guangxi och ön Hainan)
- Gallus gallus gallus – norra Indokina till östra Thailand
- Gallus gallus bankiva – södra Sumatra, Java och Bali

## Status
I vilt tillstånd har röd djungelhöna ett stort utbredningsområde, men tros minska i antal, dock inte tillräckligt kraftigt för att den ska betraktas som hotad. Internationella naturvårdsunionen IUCN listar arten som livskraftig (LC).

## Bildgalleri

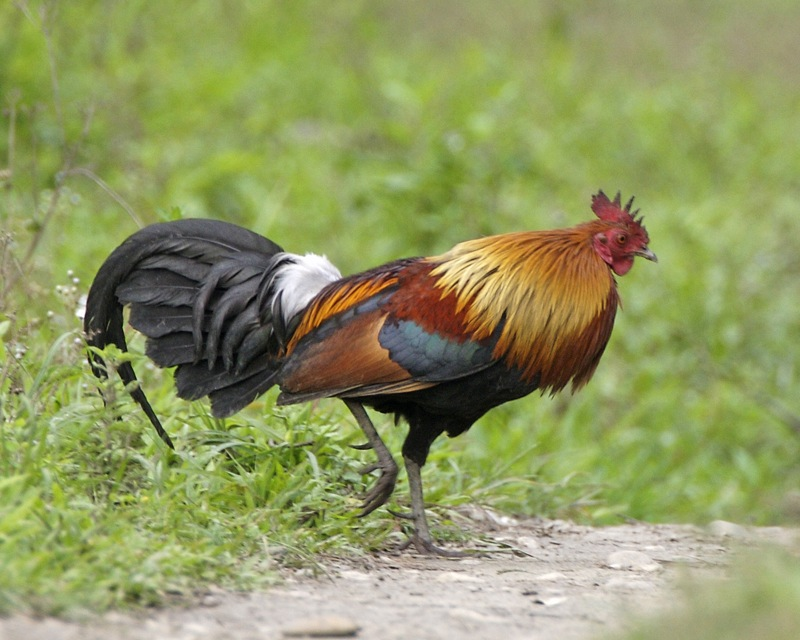
Tupp
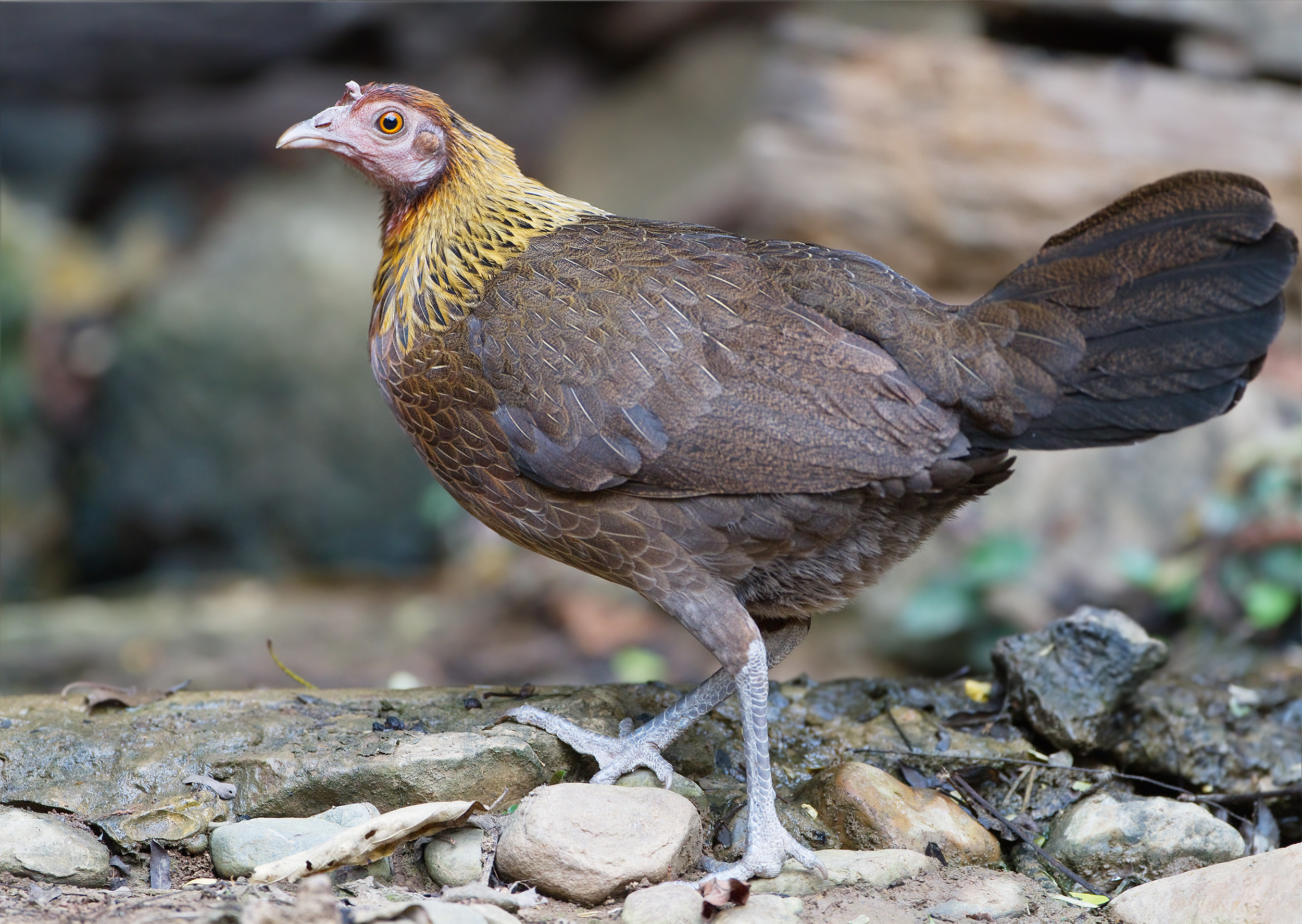
Höna
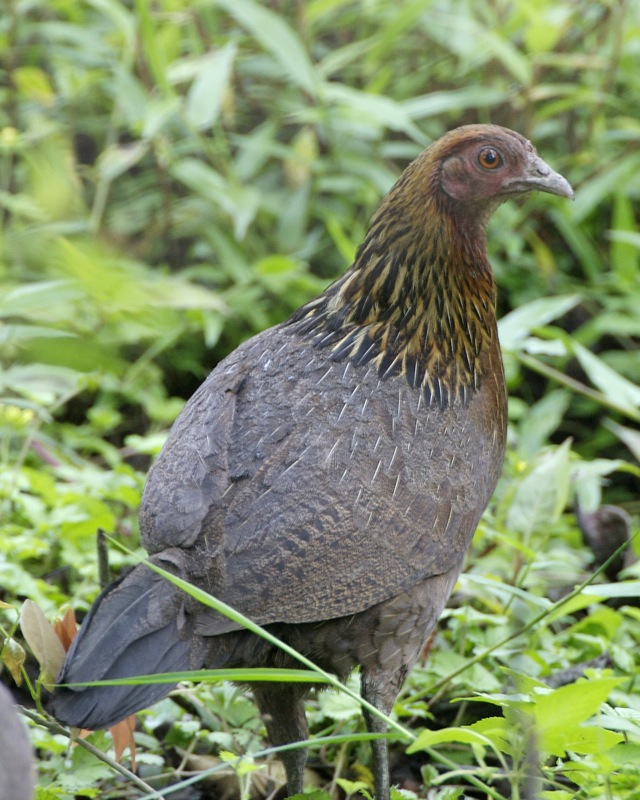
Höna

## Tamhöns
Många menar att tamhöns härstammar från den röda djungelhönan, men vissa studier indikerar att även andra arter av asiatiska vildhöns ingår. Däremot verkar en mindre ras som svensk dvärg direkt eller indirekt härstamma från den röda djungelhönan. En modern tamhöna och en röd djungelhöna kan skapa fullt fruktbara hybrider, medan kombinationer av tamhöna och någon av de andra vildhönsraserna får sämre fruktsamhet.[källa behövs]
När de hönsen först domesticerades är oklart. De tidigaste fynden av tamhöns härstammar från Induskulturen (2500-2100 f.Kr) och sannolikt hölls de första hönsen för såväl ägg- och köttproduktion som för tävlingsändamål, tuppfäktning. Numera förekommer tamhöns i nästan alla länder.